# Gerichtsbezirk Seekirchen am Wallersee

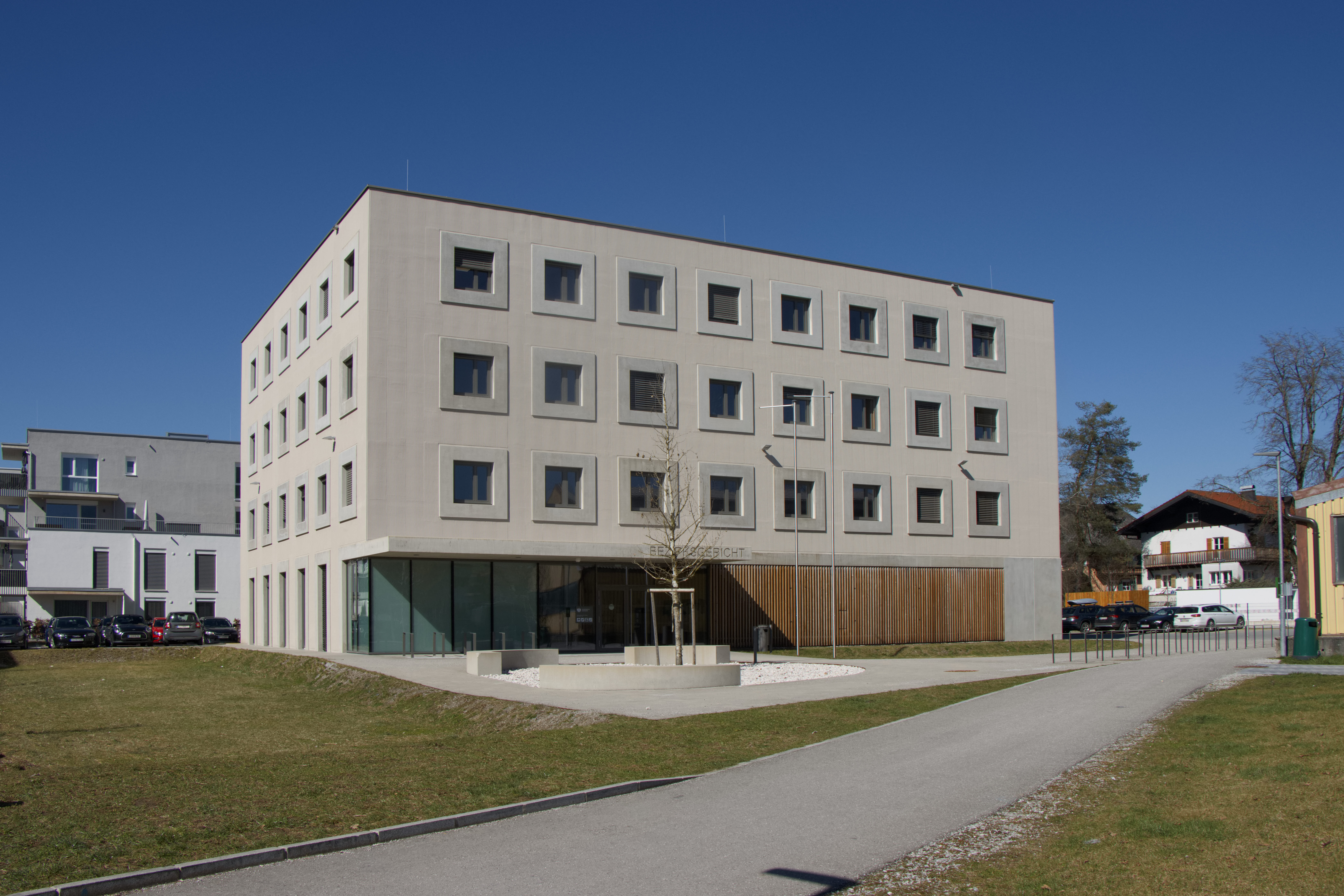
Bezirksgericht Seekirchen am Wallersee

Der Gerichtsbezirk Seekirchen am Wallersee ist einer von sechs Gerichtsbezirken in Salzburg und umfasst den Großteil des Bezirks Salzburg-Umgebung. Der übergeordnete Gerichtshof ist das Landesgericht Salzburg.

## Gemeinden
- Anthering
- Bergheim
- Berndorf bei Salzburg
- Bürmoos
- Dorfbeuern
- Ebenau
- Elixhausen
- Eugendorf
- Faistenau
- Fuschl am See
- Göming
- Hallwang
- Henndorf am Wallersee
- Hintersee
- Hof bei Salzburg
- Koppl
- Köstendorf
- Lamprechtshausen
- Mattsee
- Neumarkt am Wallersee
- Nußdorf am Haunsberg
- Oberndorf bei Salzburg
- Obertrum am See
- Plainfeld
- Sankt Georgen bei Salzburg
- Sankt Gilgen
- Schleedorf
- Seeham
- Seekirchen am Wallersee
- Straßwalchen
- Strobl
- Thalgau

## Geschichte
Der Gerichtsbezirk entstand mit Wirksamkeit vom 1. März 2023 durch Zusammenlegung der drei Gerichtsbezirke Neumarkt bei Salzburg, Oberndorf und Thalgau. Er umfasst außerdem die Gemeinden Elixhausen und Hallwang, die davor dem Gerichtsbezirk Salzburg zugeordnet waren. Die restlichen Gemeinden Wals-Siezenheim, Großgmain, Grödig, Anif und Elsbethen des Bezirks Salzburg-Umgebung sind weiterhin dem Gerichtsbezirk Salzburg zugeordnet. 
Das neue Gerichtsgebäude wurde am 20. April 2023 von Justizministerin Alma Zadić und Landeshauptmann Wilfried Haslauer eröffnet.